# 茨城交通
茨城交通株式会社（いばらきこうつう）は、茨城県水戸市に本社を置き、乗合バス・貸切バスおよびタクシー事業と旅行業・不動産業および自動車整備事業を営む会社である。略称は茨交（いばこう）。　
みちのりグループの傘下企業であり、100%出資の完全子会社である。
2009年（平成21年）に民事再生手続下で新旧分離されたが、本項では同名の新旧会社を連続性がある一体の会社として取り扱う。「茨城交通」は登録商標である。

## 概要

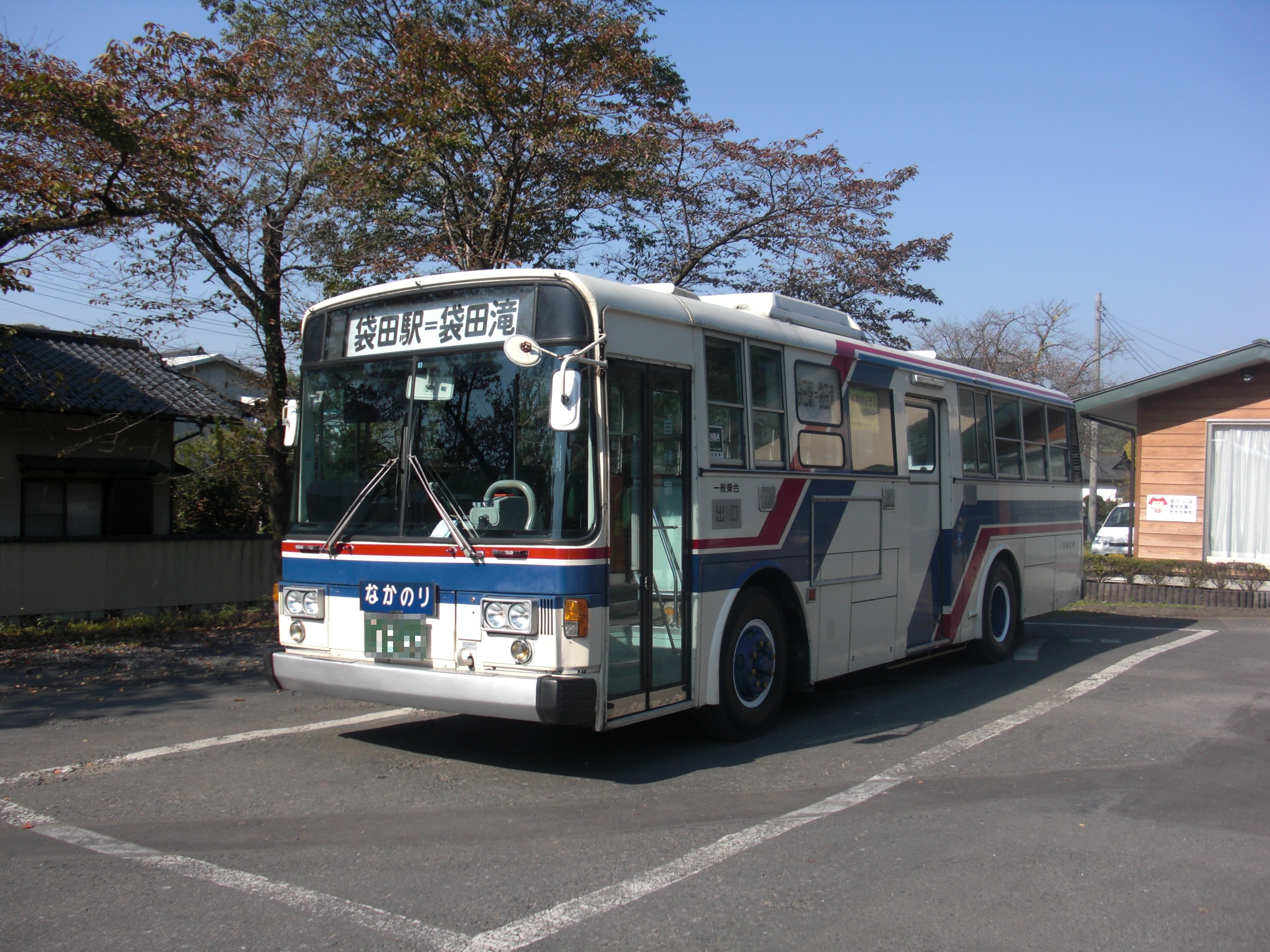
袋田の滝観光輸送を担う袋田駅 - 滝本間のバス

水戸市を中心として県央（笠間市、東茨城郡大洗町、城里町、茨城町）、県北（那珂市、ひたちなか市、常陸太田市、常陸大宮市、久慈郡大子町、那珂郡東海村、日立市、高萩市、北茨城市）及び栃木県芳賀郡茂木町で一般路線バスを運行する他、県央・県北地域を発着する県内外の高速バス・空港バスも7路線運行している。かつては福島県矢祭町までの運行（太田 - 小中 - 東館駅線）がなされていた。
沿線は県都・水戸、工業都市・勝田、日立を抱え、偕楽園、大洗海岸、アクアワールド・大洗、国営ひたち海浜公園、日立市かみね公園、笠間、袋田の滝などの有力観光地や、イオンモール水戸内原、ファッションクルーズニューポートひたちなかなどの大型商業施設を抱える。また、水戸の梅まつり、笠間の陶炎祭、水戸偕楽園花火大会（夜の臨時便運行のみ）、水戸ホーリーホック主催試合、サイバーダイン茨城ロボッツ主催試合など営業エリア内で行われる著名な大型イベントの輸送も担う。
大学入試センター試験実施日においても、水戸駅北口から会場大学までの臨時バスを増便して対応する。
茨城県内では関東鉄道に次ぐ路線規模であり水戸都市圏では最大手である。また水戸市街地（特に水戸駅北口 - 大工町間）では約5分から10分間隔で頻発している一方で、水戸郊外や他市町村では著しく本数が少ない路線も多い。
1992年（平成4年）10月、経営合理化のために茨交県北バスを設立して大子営業所を継承させたが、2010年（平成22年）2月のグループ再編に伴う会社分割により茨交県北バスのタクシー事業をグループの茨城オートに譲渡し、バス・旅行事業部門は再統合し茨交県北バスを清算したほか、同年6月1日には茨城オートのバス事業を統合している。
2009年（平成21年）3月27日　経営不振による民事再生によって、事業を継承した現在の法人が発足。　同時にみちのりホールディングスの完全子会社となり、みちのりグループの一員となる。
2015年（平成27年）には茨城オート大子営業所を継承したうえで、茨城交通が保有する茨城オートの全株式を日産観光に売却し同社に経営権が移った。
2019年（令和元年）5月1日　同じみちのりグループの傘下であった日立電鉄交通サービスを吸収合併し日立オフィスを開設した。なお日立電鉄タクシーも同日付で商号を「電鉄タクシー」に変更した。
同年9月30日には、日産観光株式会社（本社：水戸市）の貸切バス事業及び旅行業を2020年（令和2年）1月1日を目途に譲り受ける旨の事業譲渡契約を締結した。国土交通省の認可がおりれば、全従業員と必要な資産を承継する予定であったが、2019年12月23日に契約の解除を発表した。
2021年8月2日付で、なの花交通バス（千葉県佐倉市）の全株式を取得したと同時に、なの花交通バスは茨城交通の100%子会社となった。
2022年8月1日、茨城交通は23年12月をめどに路線バス全車両にVisaタッチ決済やQRコード決済を導入することを発表した。QRコード決済はPayPayやメルペイと言った各種に対応予定である。また、19年に合併した旧日立電鉄交通サービスのICカード「でんてつハイカード」をいばっぴと統合する予定である。
2023年4月1日付で、茨城交通の子会社の電鉄タクシーを統合。バス事業と一体となった運営により日立市の公共交通の維持・発展に寄与するとともに、業務の効率化を図ることが狙い。

## 歴史

### 合併元の鉄道会社
茨城交通の成立時に合併した鉄道会社は次の3社である。
水浜電車（すいひんでんしゃ）
1921年（大正10年）設立。電気軌道の運営と電力供給事業を目的としていた。1922年（大正11年）に電力供給事業と電気軌道事業（浜田 - 磯浜）を開業した。軌道は小刻みに路線延長を繰り返し、合併の時点で 袴塚 - 湊（うち 大洗 - 湊 は1938年（昭和13年）6月以降休止）を開業していた。電力事業は1942年（昭和17年）に電力統合に伴い関東配電に譲渡されている。茨城交通の成立後は水浜線となったが、1966年（昭和41年）に全廃された。
茨城鉄道（いばらきてつどう）
1923年（大正12年）設立。1926年（大正15年）から1927年（昭和2年）にかけて開業した 赤塚 - 御前山間の鉄道線を保有していた。茨城交通の成立後は茨城線となったが1971年（昭和46年）に全廃された。通称は「茨鉄（いばてつ）」であった。
湊鉄道（みなとてつどう）
1907年（明治40年）設立。1913年（大正2年）から1928年（昭和3年）にかけて開業した 勝田 - 阿字ヶ浦間の鉄道線を保有していた。茨城交通の成立後は湊線となったが、2008年（平成20年）にひたちなか海浜鉄道に分社化（49%出資、残りはひたちなか市が出資）された。

水浜電車
茨城鉄道
湊鉄道

### 旧会社の成立

茨城交通旧社章。4社合併を車輪に見立てて図案化し、中央の交差点が交通運輸事業を示す。

戦時体制下の陸運統制令による交通統合に伴い、第二次世界大戦中の1944年（昭和19年）8月1日に茨城県内の交通事業者を統合して成立発足した。
統合は水浜電車とその系列下の茨城鉄道・湊鉄道・袋田温泉自動車の現物出資によってなされ、同時に個人経営を含む中小バス事業者を買収し、日立電鉄・東武鉄道からはバス路線の譲渡を受けている。
水浜電車は、地元の豪商竹内権兵衛が創設した。竹内は常北地区の鉄道各社の経営に携わり、上記各社のほか、日立電鉄の前身である常北電気鉄道にも深く関わっていた。統合の実施にあたっては当初、茨城県下を常総地区・鹿行（ろっこう）地区・常北地区の3ブロックに分け、常北地区は竹内家系列の企業で統合しようとしたが、常北電気鉄道は1941年（昭和16年）に日立製作所の系列下に入り竹内家の手を離れたため、常北地区は水戸地区と日立地区とに分割され、実際の統合は県下4ブロック体制で行われた。

### 民事再生手続
茨城交通成立以降、同社は代々竹内家 が社長を世襲する同族企業であった。公共交通のみならず多角事業に進出を果たすが、1990年代以降本業の鉄道・バスの利用者減少や宅地開発など不動産関連事業の失敗などで経営状態が悪化。そのため取引金融機関の支援下で不採算部門の整理や借入金の債権放棄の実施などで経営再建を試みたが状況は好転せず自主再建を断念、2008年（平成20年）11月11日、水戸地方裁判所に民事再生法の適用を申請 し、同日同庁より監督命令 が発せられた。
2008年（平成20年）11月19日の再生手続の開始決定により司法の監督下で再建開始。経営共創基盤がスポンサーとなり翌2009年（平成21年）3月27日には新会社イバコウが設立され、7月1日に旧会社の事業を継承した（新旧分離）。またグループ会社も含めた経営陣も一新され、これにより創業時から関わっていた竹内家は経営の第一線から退くこととなった。分割された旧会社はアイ管理と社名を変え債務整理や管理のために存続したが、2012年（平成24年）5月21日に再生手続を終結し、その後2014年（平成26年）9月25日の清算手続終結によりアイ管理は消滅。旧茨城交通は70年の歴史に幕を閉じた。
新会社発足後、近郊地域と水戸市内を結ぶ路線において運賃を最大で4割近く値下げするなどの改革を行った結果、高校生を中心に需要の開拓に成功するなど効果を上げている。また高速バス路線は仙台線と名古屋線をそれぞれ新設した。社員は新会社移行時の約600人から約800人に増え、平均年収が約24%増加している。

## 営業所・車庫
営業所
- 茨大前営業所
  - 水戸市袴塚3丁目5-36
- 浜田営業所
  - 水戸市東桜川8-4
- 笠間営業所
  - 笠間市笠間1698-7
- 勝田営業所
  - ひたちなか市東石川3158-2
- 那珂湊営業所
  - ひたちなか市釈迦町22-2
- 太田営業所
  - 常陸太田市山下町1162-3
- 大宮営業所
  - 常陸大宮市東富500-1
- 大子営業所
  - 久慈郡大子町矢田821
- 鯉渕営業所
  - 水戸市鯉渕町3491
- 神峰営業所
  - 日立市滑川町2丁目11-5
- 日立南営業所
  - 日立市留町1270-55
- つくば営業所
  - つくば市筑穂3-6-4
- 勝田営業所　北茨城出張所（特定専業）
  - 北茨城市中郷町1657地先

車庫
- 桜川車庫（茨大前営業所・鯉渕営業所）
- 石塚車庫（茨大前営業所）
- 野口車庫（浜田営業所）
- 御前山車庫（浜田営業所）
- 渡里車庫（茨大前営業所）
- 増井車庫（太田営業所）
- 小中車庫（太田営業所）
- 佐和車庫（勝田営業所）
- 高部車庫（大宮営業所）
- 天下野車庫（太田営業所）
- 石井車庫（笠間営業所）

### 過去に存在した営業所
- 鉾田営業所（出張所化ののち、2009年（平成21年）9月にバス路線廃止に伴い事業所廃止）
- 東海営業所
- 石塚営業所（現在は車庫）
- 大洗営業所
- 茨城空港営業所[14]
- 土浦営業所（旧日産観光営業所。つくば営業所開設に伴い廃止）

## 現行路線

### 一般路線
- 各路線の詳細は営業所記事を参照されたい。

### 高速バス路線

#### 上野駅・東京駅・新宿駅・秋葉原駅・東京ディズニーリゾート発着
- みと号（JRバス関東・関東鉄道と共同運行）
- 太田線
- 大子線
- 勝田・東海線
- ひたち号（JRバス関東と共同運行）
- 関東やきものライナー
  - 益子駅・笠間ショッピングセンター・笠間駅前 - 秋葉原駅
- 東京ディズニーリゾート線（新常磐交通・京成トランジットバスと共同運行）
- 桜川・筑西ライナー
  - 岩瀬駅・道の駅グランテラス筑西・下館駅南口 - 東京駅鍛冶橋駐車場

#### 空港発着
- 羽田空港線
  - 日立駅・東海駅・勝田駅・水戸駅・水戸大洗IC - 羽田空港
- 成田空港線（特急ローズライナー号、千葉交通と共同運行）
  - 日立駅・勝田駅・水戸駅 - 成田空港
- 茨城空港線
  - 常陸太田市高速バスターミナル・東海駅・勝田営業所・勝田駅・水戸駅 - 茨城空港

#### 中部方面
- 名古屋線
  - 日立駅・東海駅・勝田営業所・勝田駅・水戸駅・赤塚駅・石岡BS・つくばセンター - 東名豊田 - 名古屋駅
  - 名古屋駅のりば（太閤通口）は日本中央バスの停留所を共用。

路線沿革
- 2015年（平成27年）7月18日 - 運行開始[15][16][17]。茨城交通の単独で1日1往復。
- 2016年（平成28年）10月6日 - 愛知県豊田市の「東名豊田」にバス停を新設[18]。
- 2020年（令和2年）
  - 4月1日 - 新型コロナウイルスの影響により、この日より同年4月10日出発便まで運休[19]（のち「当面の間」運休に期間を延長[20]）
  - 7月3日 - この日の日立出発便より（名古屋発は翌7月4日より）運行を再開[21]。
  - 8月12日 - 利用需要の減少により、この日の日立出発便より（名古屋発は翌8月13日より）運休[22]。

## 廃止路線
一般路線
1976年（昭和51年）以降 主な路線
- 4および44：銀杏坂 - NHK前 -茨城高校入口（南町・大工町経由に路線変更）
- 6：茨大前営業所 - 栄町 - 水戸駅 - 枝川 - 卸売市場 - 柳河小 - 前田 - 栄町 - 水戸駅
- 7：阿字ヶ浦駅 - 平磯中学校下 - 那珂湊駅 - 塩ヶ崎 - 日赤入口 - 水戸駅 - 自由が丘 - 国立病院前[23] - 茨大前営業所
- 9：下市循環（現在は路線変更し駅南・本町・城東線に付番）
- 13：茨大前営業所 - 新原三差路 - 水戸駅 - 三高下 - 吉沼 - 金上駅 - 勝田駅 - 勝田営業所
- 14：勝田駅 - 日製病院前 - 富士山 - 東中根 - 薬師台 - 勝田駅（のちに薬師台循環として系統番号復活）
- 15：勝田駅 - 薬師台 - 東中根 - 富士山 - 日製病院前 - 勝田駅
- 18：茨大前営業所 - 袴塚 - 曙町 - 新原三差路 - 赤塚駅南口 - 緑岡高校
- 26：船渡 - 細谷本郷 - 城東 - 水戸駅(一部、大杉山・弘道館経由)-東武館 - 二高裏 - 気象台前 - 金町 - 千歳宿
- 33：茨大前営業所 - 県庁前（一部、水戸駅経由）- 勝田駅 - 金上駅 - 東中根 - 半四郎 - 横並木入口 - 旧道村松 - 東海駅
- 34：茨大前営業所 - 水戸駅 - 勝田駅 - 須和間 - 東海駅（34系統は水戸勝田間の区間運転用番号として存続）
- 36：水戸駅 - 市毛十文字 - 二軒茶屋 - 石名坂 - 旧道・多賀駅入口 - 日立駅中央口（日立電鉄→日立電鉄交通サービスとの共同運行で、回数乗車券も相互利用ができた）
- 37：茨大前営業所 - 水戸駅 - 二軒茶屋 - 東海駅 - 原研前 - 日立港
- 38：茨大前営業所 - 水戸駅 - 二軒茶屋 - 大橋駅前 - 久慈浜本町十文字
- 42：水戸駅 - 大工町 - 茨大前 - 済生会病院入口 - 開江 - 森林公園西口 - 小松 - 石塚車庫（部分廃止）
- 44：デーリーストア浜田店 - 本町 - 駅南口 - 水戸駅前 - 五軒町 - 国田 - 田崎 - 下江戸 - 石塚車庫
- 46：浜田営業所 - 水戸駅 - 石塚車庫 - 野口 - 長倉 - 油河内
- 47：浜田営業所 - 水戸駅 - 石塚車庫 - 野口 - 上伊勢畑（現在は別路線に付番）
- 51：茨大前営業所 - 栄町 - 水戸駅 - 竹隈町 - 塩ヶ崎 - 大洗高校 - 鉾田駅（2009年（平成21年）9月廃止）
- 51：茨大前営業所 - 栄町 - 水戸駅 - 竹隈町 - 塩ヶ崎 - 大貫 - 鉾田駅（2009年（平成21年）9月廃止）
- 52：茨大前営業所 - 栄町 - 水戸駅 - 竹隈町 - 大貫 - 滝浜新田 - 大竹（現在は別路線に付番）
- 53：茨大前営業所 - 栄町 - 水戸駅 - 三高下 - 本町 - 酒門 - 元石川団地 - 山崎 - 下入野 - 下石崎秋の月 - 宮前入口 - 涸沼 - 明光中学校（部分廃止）
- 54：水戸駅 - 市役所 - 酒門 - 青雲台 - 浜田営業所
- 60：浜田営業所 - 竹隈町 - 水戸駅 - 南町角 - 五台 - 上菅谷 - 太田馬場 - 増井車庫
- 72：水戸内原SC - 谷津 - 小松 - 石塚車庫
- 水戸駅 - 新原三差路 - 石川町 - 赤塚駅 - 大塚東 - 杉崎十文字 - 才木 - 大和田 - 笠間駅（東武鉄道笠間営業所→境営業所笠間出張所からの引継ぎ路線）
- 水戸駅 - 新原三差路 - 石川町 - 赤塚駅 - 大塚東 - 上中妻小前 - 飯島（東武からの引継ぎ路線）
- 上水戸入口 - 上水戸 - 国立病院前
- 水戸駅 - 市民プール入口 - 常陸青柳駅 - 青柳宿 - 柳河小前
- 茨大前営業所 - 堀十文字 - 南高野下 - 赤塚駅
- 水戸駅南口 - 桜山 - 赤塚駅南口
- 水戸駅 - 谷田町 - 西大野 - 東大野 - 吉沼 - 浜田営業所 - 水戸駅
- 水戸駅 - 文化センター入口
- 大洗駅 - 大洗高校 - 樅山 - 新鉾田駅
- 鉾田駅 - 滝浜新田 - 冷水 - 子生弁天 - 旭中前
- 大洗原研 - 那珂湊駅 - 阿字ヶ浦 - 半四郎 - 原研前
- 那珂湊駅 - 塩ヶ崎 - 下入野 - 大洗高校 - 舟渡 - 大貫海岸 - 大洗海岸
- 那珂湊駅 - 塩ヶ崎 - 山崎 - 下入野 - 下石崎秋の月 - 涸沼 - 明光中学校
- 那珂湊駅 - 十三奉行十文字 - 部田野 - 田宮原 - 那珂湊駅
- 那珂湊駅 - 泉町 - 八幡上（八幡下経由に経路変更）
- 那珂湊駅 - 水産加工団地 - 平磯中前 - 阿字ヶ浦駅
- 那珂湊駅 - 平磯南町 - 平磯駅 - 前渡原（原十文字） - 横並木入口 - 横並木 - 佐和駅 - 稲田十文字 - 上菅谷駅
- 勝田駅 - 市役所前 - 深谷津 - 横並木 - 佐和駅 - 柏野団地
- 勝田駅 - コロナ電気 - 稲田十文字 - 柏野団地
- 勝田駅 - 金上駅 - 西中根 - 東中根 - 福祉センター
- 勝田営業所 - 勝田駅 - 水戸工場 - 駒形団地
- 勝田営業所 - 勝田駅 - 市毛十文字 - 下野 - 上菅谷駅
- 勝田営業所 - 勝田駅 - 市毛十文字 - 稲田十文字 - 上菅谷駅（入口）- 南瓜連 - 大宮駅・大宮営業所
- 勝田駅 - 市毛十文字 - 横堀 - 太田馬場
- 東海駅 - 二軒茶屋 - 笠松 - 上菅谷駅
- 東海駅 - 亀下公民館
- 太田馬場 - 太田駅 - 額田十文字 - 本米崎 - 東海駅
- 太田馬場 - 太田駅 - 土木内 - 東海駅
- 太田馬場 - 太田駅 - 河合駅 - 中野十文字
- 太田馬場 - 太田駅 - 峰中
- 山下車庫 - 太田駅 - 瑞竜 - 田渡
- 山下車庫 - 太田駅 - 瑞竜 - 長谷
- 逆久保 - 大間ヶ沢（西河内循環の一部区間）
- 小中車庫 - 家戸内（小中猪ノ鼻峠経由・小中〜大子の一部区間）
- 里川入口 - 東館駅
- 東館駅 - 石原 - 下野宮
- 折橋十文字 - 八丈石
- 山下車庫 - 太田駅 - 和田 - 荻の窪
- 山下車庫 - 太田駅 - 和田 - 玉造 - 久米十文字 - 藤田十文字 - 下井戸 - 太田駅 - 太田馬場（玉造循環）※現在の玉造循環線は一部経路を変更し、和田朝日屋 - 玉造十文字 - 久米十文字 - 一高前 - 太田駅の区間のみ存続(循環ではなくなっている)
- 山下車庫 - 太田駅 - 新宿 - 西山荘
- 太田馬場 - 太田駅 - 藤田十文字 - 大宮営業所
- 山下車庫 - 太田駅 - 玉造 - 高柿 - 大宮営業所
- 山下車庫 - 太田駅 - 東連寺 - 高柿 - 大宮営業所
- 上宮田代 - 西野内 - 山方宿駅
- 大宮駅 - 山方宿駅 - 西野内 - 諸沢局前
- 大宮駅 - 山方宿駅 - 大子駅
- 大宮駅 - 若林 - 八田 - 玉川村駅
- 大宮営業所 - 大宮駅 - 釜額
- 大宮営業所 - 大宮駅 - 下岩瀬
- 大宮営業所 - 大宮駅 - 若林 - 小野 - 小場坂地 - 下江戸（小場坂地・下江戸間は2009（平成21年）年廃止）
- 境橋 - 油河内（境橋・大宮間は存続）
- 上小瀬十文字 - 大岩 - 烏山駅
- 塙 - 烏山駅
- 高部車庫 - 道場
- 石塚車庫 - 清音寺 - 吉田神社（ - 笠間駅）
- 水戸駅 - 栄町 - 飯富 - 石塚車庫 - 春園 - 下古内 - 安渡
- 笠間駅 - 笠間営業所 - 笠間高校前 - 石井神社前 - 片庭 - 上飯 - 茂木駅
- 寺峰 - 内原駅（寺峰・笠間間の路線は存続）
- 内原駅 - コロニー前
- 友部駅 - コロニー前
- 友部駅 - 扶桑カントリー前
- 友部駅 - 浅見カントリー前
- 石塚車庫 - 小勝 - 鮎田 - 茂木駅
- 宇都宮一条町駅- 宇都宮駅 - 峰町 - 石井町 - 鐺山 - 氷室 - 祖母井 - 市塙 - 茂木駅 - 那珂川橋 - 長倉宿 - 那珂川大橋 - 御前山駅 - 上阿野沢 - 下阿野沢 - 阿波山 - 上圷 - 石塚 - 飯富 - 茨城大学前 - 水戸駅 - 大野 - 那珂湊駅（国鉄バス宇都宮営業所と共同運行）

高速バス
- 奥久慈号（関東鉄道と共同運行、2006年（平成18年）5月31日の運行をもって廃止）
  - 大子 - 守谷駅
- 勝田営業所・那珂市役所入口 - 上野駅・新宿駅新南口（2007年（平成19年）3月15日廃止）
- 勝田営業所・那珂湊駅 - 上野駅・東京駅（廃止）
- ベイライナー水戸・横浜号（茨交は2007年（平成19年）3月31日まで運行）
- 笠間・友部・岩間 - 上野駅・東京駅（2007年（平成19年）11月1日から休止→2012年（平成24年）6月1日から秋葉原駅発着で運転再開）
  - 笠間SC・笠間駅前 - 上野駅・東京駅
- 茨城空港 - JR宇都宮駅
  - 2018年（平成30年）3月26日運行開始。週2日運行、1日1往復[24]。 2019年（平成31年）3月31日の運行をもって廃止[25]。
- 水戸・勝田・日立 - 郡山線（福島交通との共同実証運行）
  - 水戸駅・勝田駅・日立駅 - 郡山駅前
  - 2021年（令和3年）12月17日から2022年（令和4年）2月6日まで（52日間）実証運行した[26]。
- 北関東ライナー（関東自動車と共同運行、2020年（令和2年）3月23日から運休→2022年（令和4年）12月1日廃止（2020年（令和2年）3月22日が事実上の最終運行日））
  - 水戸駅・茨城大学・赤塚駅 - 上三川インターパーク・宇都宮大学・東武宇都宮駅・JR宇都宮駅
  - 昭和後期まで、栃木県宇都宮市と茨城県水戸市の間には、国鉄バス（宇都宮）が国道123号経由で運行する路線バス、茂木線（その後、水都東線・水都西線に改称）があった。茂木線（水都西線・水都東線）の宇都宮 - 水戸直通便はその後一部便を茨城交通が運行した時期もあったが、1979年（昭和54年）に廃止され、以来30年間、この両県庁所在地間を直通する公共交通は無く、鉄道路線（JR宇都宮線と水戸線）を小山駅で乗り換える経路が最短ルートとなっていた。
  - 一方、茨城県企画部は2005年度（平成16年度）の政策調査で北関東3県と新潟県、福島県を含む5県間交流の実態を報告、立地的に中心部にある栃木県を交流拠点になり得るとし、その栃木県と茨城県間の流動が5県相互間最大でそれが自動車依存が大きいことを指摘した。2008年（平成20年）12月、北関東自動車道の真岡インターチェンジ - 桜川筑西インターチェンジ間が開通したことで宇都宮市と水戸市が高速道路で結ばれ、これを機に開設されたのが北関東ライナーである。茨城県と栃木県間に宇都宮からは水戸および大洗やひたちなかなど茨城県沿岸部への観光、水戸からはインターパーク宇都宮南や宇都宮市中心街へのショッピングや東北新幹線への乗り継ぎ利用、宇都宮市内観光、日光・那須等への観光の足がかり、そして両市相互間のビジネス需要が期待された[27][28][29][30][31][32]。
  - 路線沿革
    - 2009年（平成21年）9月17日 - 茨城交通（浜田営業所）・関東鉄道・関東自動車の3社による共同運行が開始。
    - 2010年（平成22年）10月1日 - ダイヤ改正において一部運行経路が変更され、水戸市内では茨城大学前経由となり新原三差路停留所、自由ヶ丘停留所が廃止となったほか、宇都宮行は宇都宮駅西口を先に経由し東武宇都宮駅西口が終点となる。
    - 2011年（平成23年）
      - 3月31日 - 同日の運行をもって関東鉄道が撤退。
      - 4月29日 - ひたちなか市まで延伸されている。現在は1日6往復が運行され、茨城交通はうち3往復を担当する。

    - 2020年（令和2年）3月23日 - 新型コロナウイルスの影響により、この日より同年3月31日まで運休[33]（のち「当面の間」運休に期間を延長[20]。）。
    - 2022年（令和4年）12月1日 - 運行を再開することなく廃止[34]。2020年（令和2年）3月22日が事実上の最終運行日となった。

- 仙台・山形線

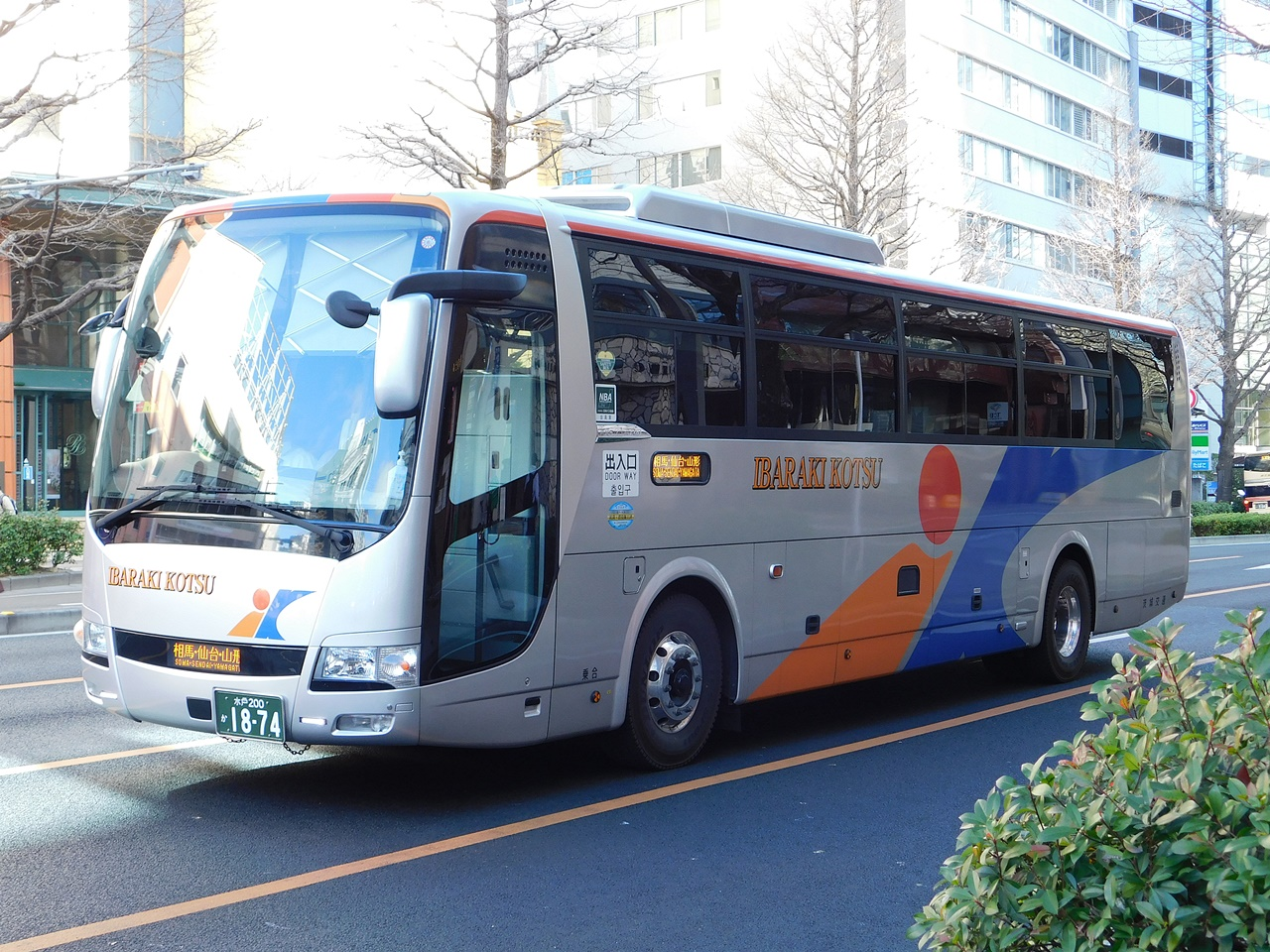
仙台・山形線に投入された独立3列シート車両

  - 赤塚駅・水戸駅・勝田駅・日立駅・北茨城IC - 相馬ICバスターミナル・仙台駅・山交ビル[35]
  - 路線沿革
    - 2013年（平成25年）7月23日 - 仙台線の運行を開始[36]。茨城交通の単独で1日2往復。
    - 2014年（平成26年）2月20日 - 二本松バスストップへの停車を開始[37]。
    - 2015年（平成27年）5月11日 - 水戸駅南口 - 赤塚駅北口間延伸[38]。
    - 2016年（平成28年）3月16日 - 赤塚駅北口 - 笠間ショッピングセンター間延伸[39]。
    - 2017年（平成29年）
      - 6月12日 - 内原駅発着に変更。笠間地区内の各バス停を廃止[40]。
      - 12月16日 - 北茨城インターバス停を新設[41]。

    - 2020年（令和2年）
      - 4月20日 - 新型コロナウイルスの影響により、この日より当面の間、1往復を運休[42]。
      - 5月11日 - この日より当面の間、全便運休[43]。
      - 5月27日 - 1往復のみ運行を再開[44]。
      - 8月11日 - 利用需要の減少により、この日より当面の間全便運休[22]。

    - 2021年（令和3年）11月6日 - 1往復の運行を再開[45]。
    - 2022年（令和4年）1月11日 - この日より運休[46]。
    - 2023年（令和5年）
      - 8月1日 - 1往復の運行を再開。赤塚駅発着・常磐自動車道経由に変更[47]。
      - 11月1日 - 仙台駅 - 山交ビル間延伸[48]。
      - 12月23日 - 3列独立シート車両での運行を開始[49][50]。

    - 2025年（令和7年）2月1日 - 路線廃止[51]。

## 車両
営業所全てが水戸ナンバー圏内にあるため、登録ナンバーは全車「水戸」ナンバーである。車番は無く登録番号を使用している。
2000年以降、日産ディーゼル・スペースランナーRM、日野・レインボーII、いすゞ・エルガ、三菱ふそう・エアロミディMKのノンステップバスを新車導入した以外、乗合車両のほとんどが中古車である。中古車は西武バス、京王バス、東武バスをはじめとする首都圏各地の事業者や、関西方面など多くの地域から受け入れている。2009年以降は中古車においても低床化が進行しており、2012年（平成24年）には尼崎市交通局から三菱ふそう・エアロスターノンステップバス（2023年廃車）を導入したのを皮切りに、中古車両によるノンステップバスの導入が進められている。
LED行先表示機は、一般的なオージ製及びレシップ製が採用された一部車両を除いては、採用事業者が少数な小田原機器製が採用されている。自社発注車の降車ボタンは、かつてオージ製が採用されていたが、2009年式からレシップ製に変更されている。1980年代後半以降、自社発注車のベンチレーター（換気装置）は、中型ツーステップ車のみ、藤森電機製作所製のものが搭載された。2009年以降の自社発注車は、ゴールドキング製のベンチレーターが、前後2基搭載されている。
2024年現在、1987年式の｢1つ目RJ｣（水戸22あ11-02）が、現役で運行している。
高速バスは路線バスに比べて新車の導入が多く、導入例が少ない日産ディーゼル・フィリピン製車両も在籍していた。2007年（平成19年）から従来の高速・観光バス専用塗装をアレンジした新しい塗装の車両（茨城交通の新しいシンボルマークとIBARAKIKOUTSU HIGHWAY EXPRESSのロゴが入る）が導入されるようになった。また、2017年（平成29年）10月10日に夜行高速バス名古屋線に3列独立シート車両（三菱ふそう・エアロエース）が投入された。
2018年（平成30年）8月には、同じみちのりグループの岩手県北自動車に次いで、みちのりエクスプレス(MEX)デザイン塗装の車両（三菱ふそう・エアロエース）が導入された。デザインはえちごトキめき鉄道「えちごトキめきリゾート雪月花」などを手がけた川西康之である。

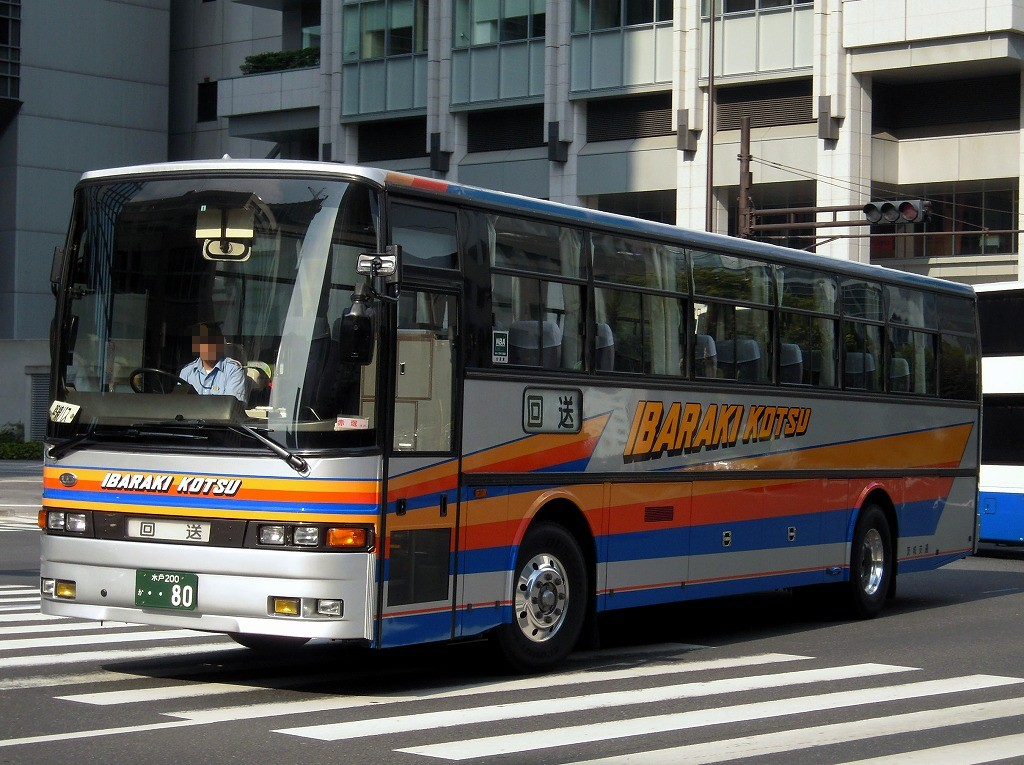
高速バス（日産ディーゼル・フィリピン）
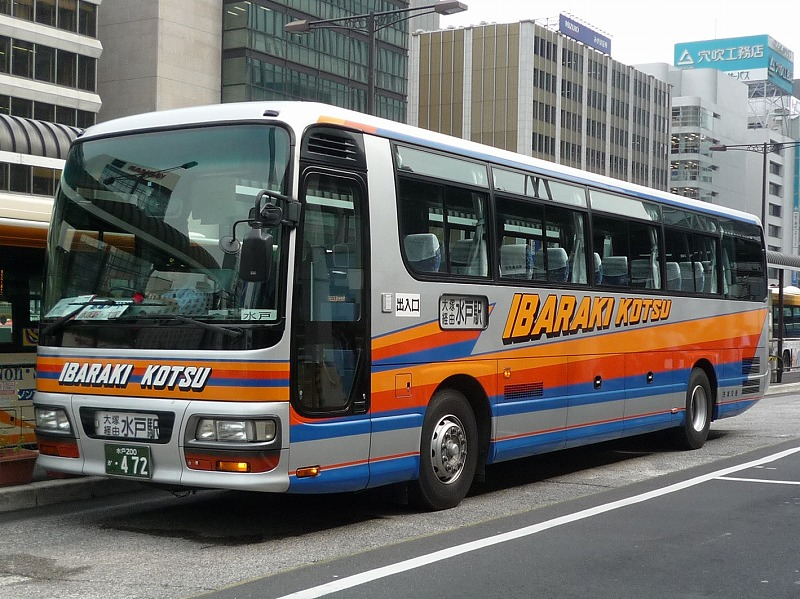
高速バス（いすゞ・ガーラ）
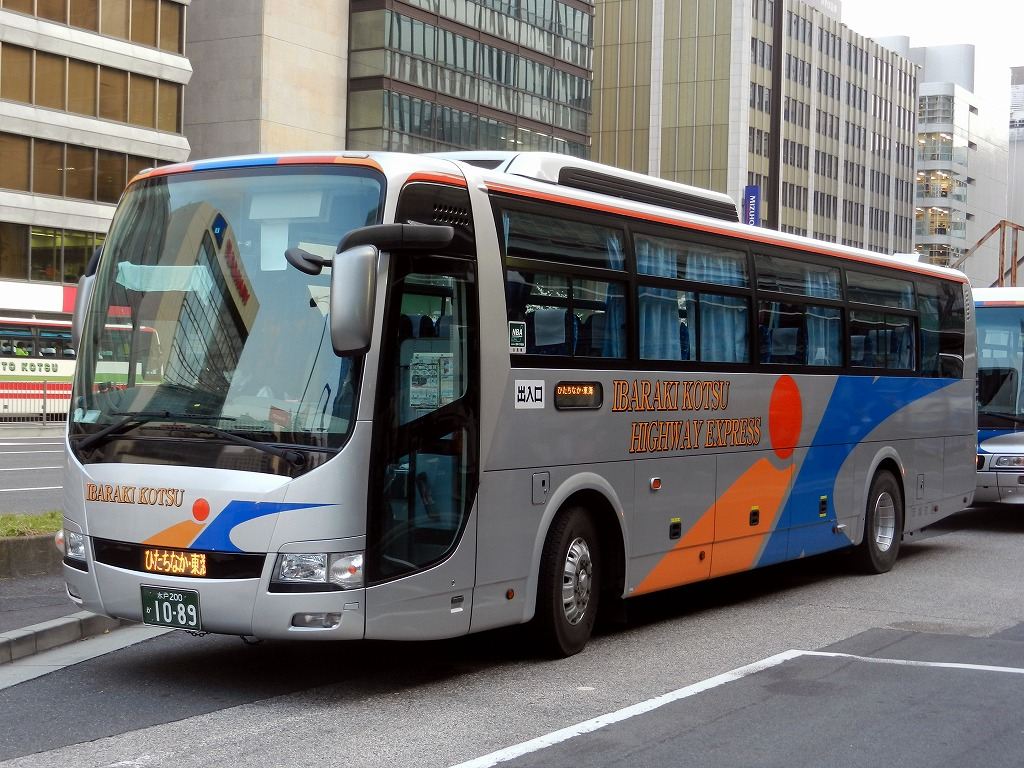
高速バス（新塗装 三菱ふそう・エアロエース）
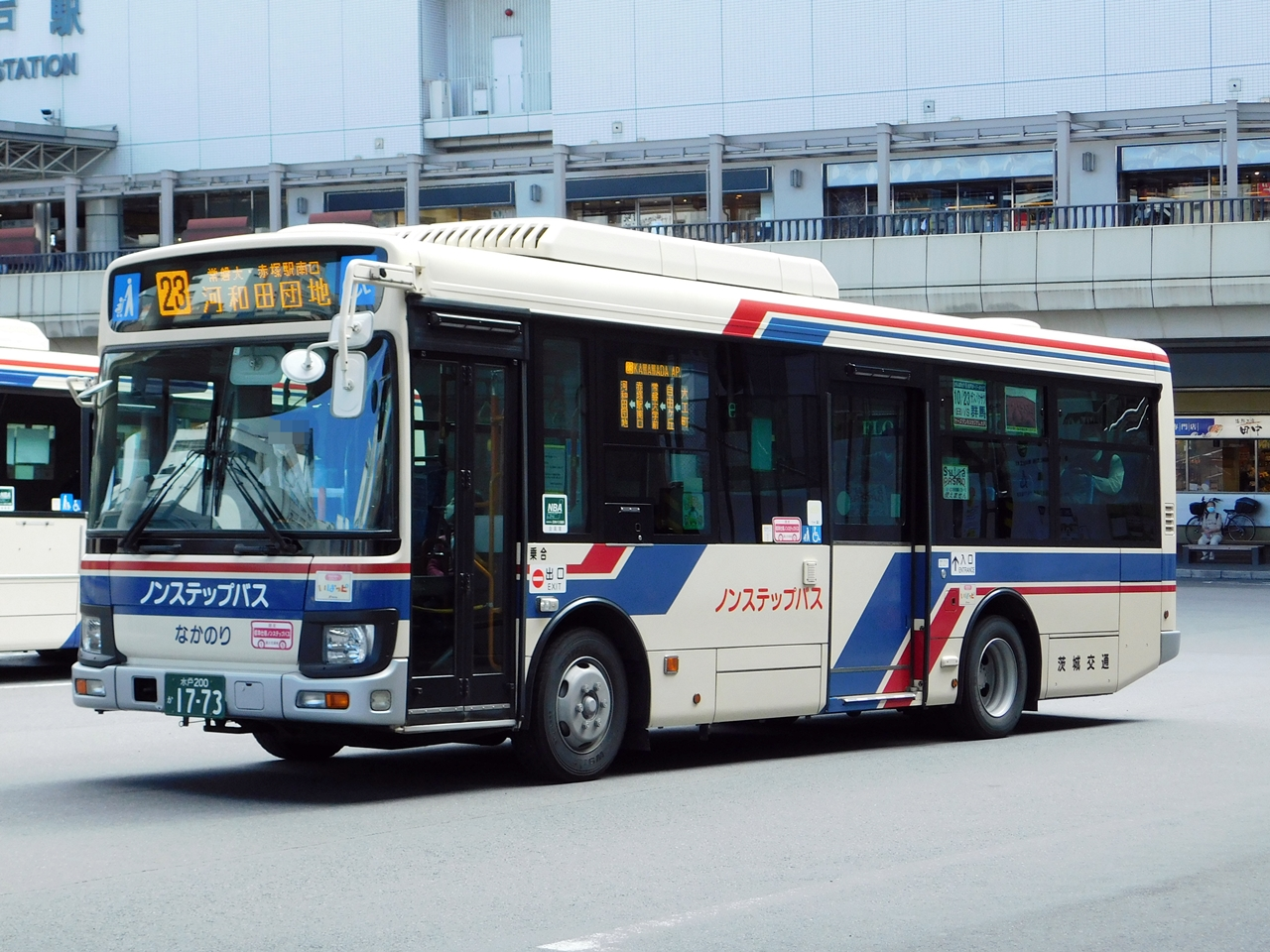
路線バス（現行塗装・ノンステップバス）
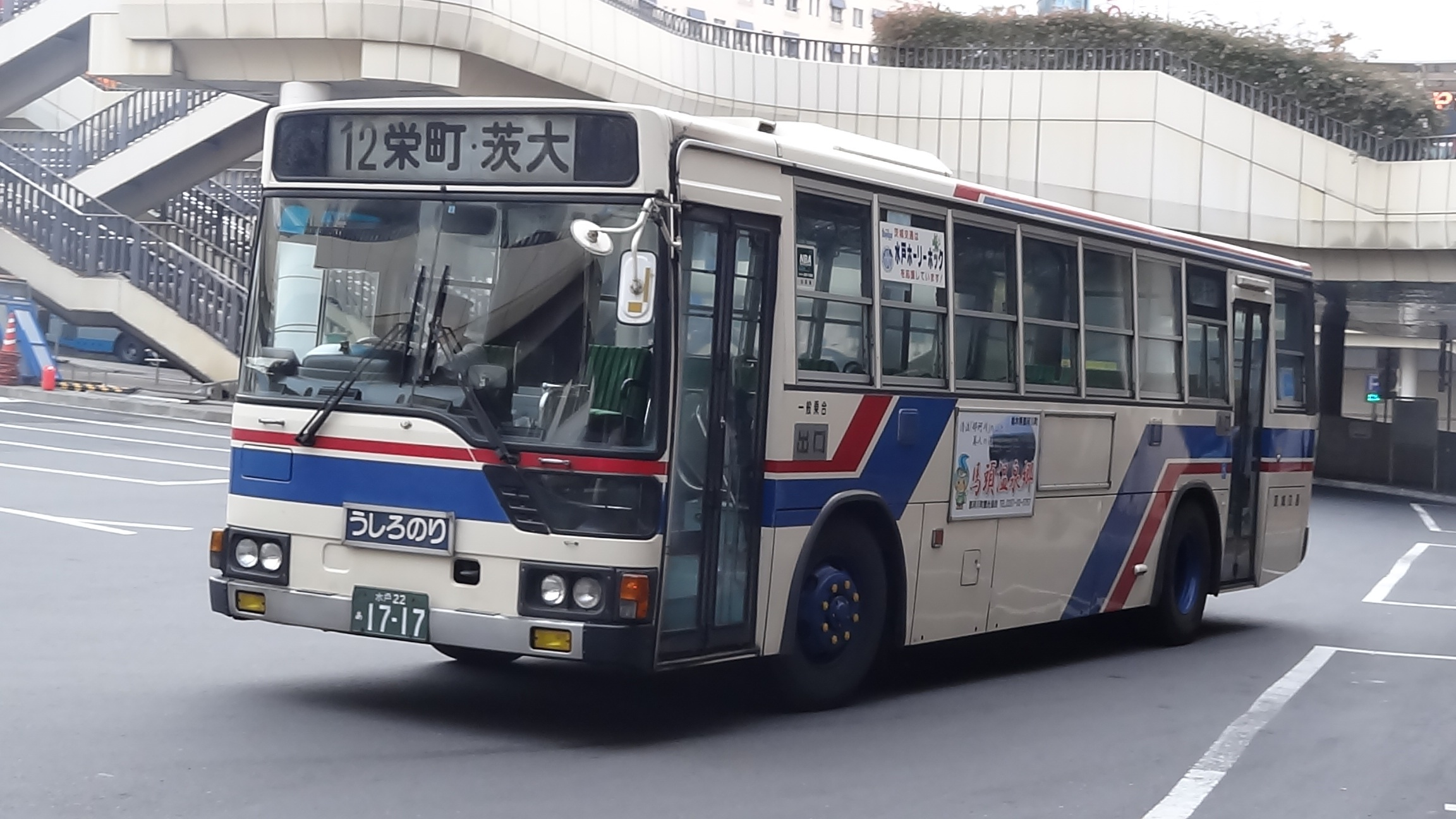
路線バス（現行塗装・標準ツーステップ車）
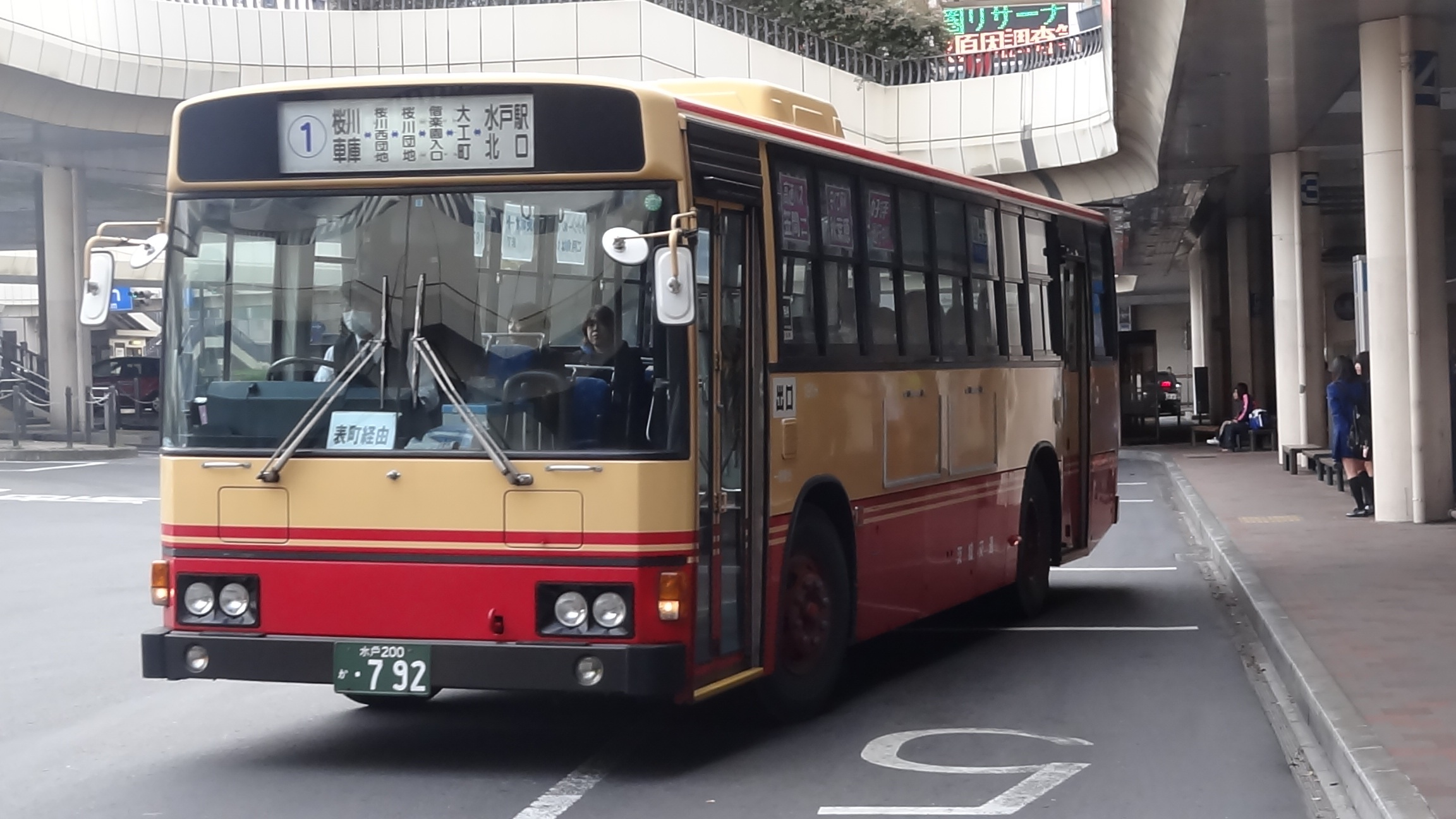
路線バス（旧茨城オート塗装・標準ツーステップ車）
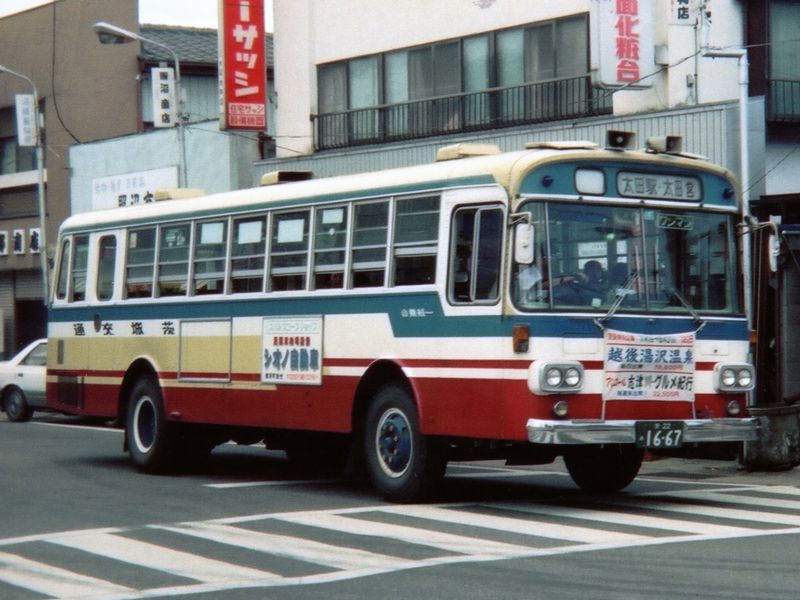
路線バス（旧塗色）
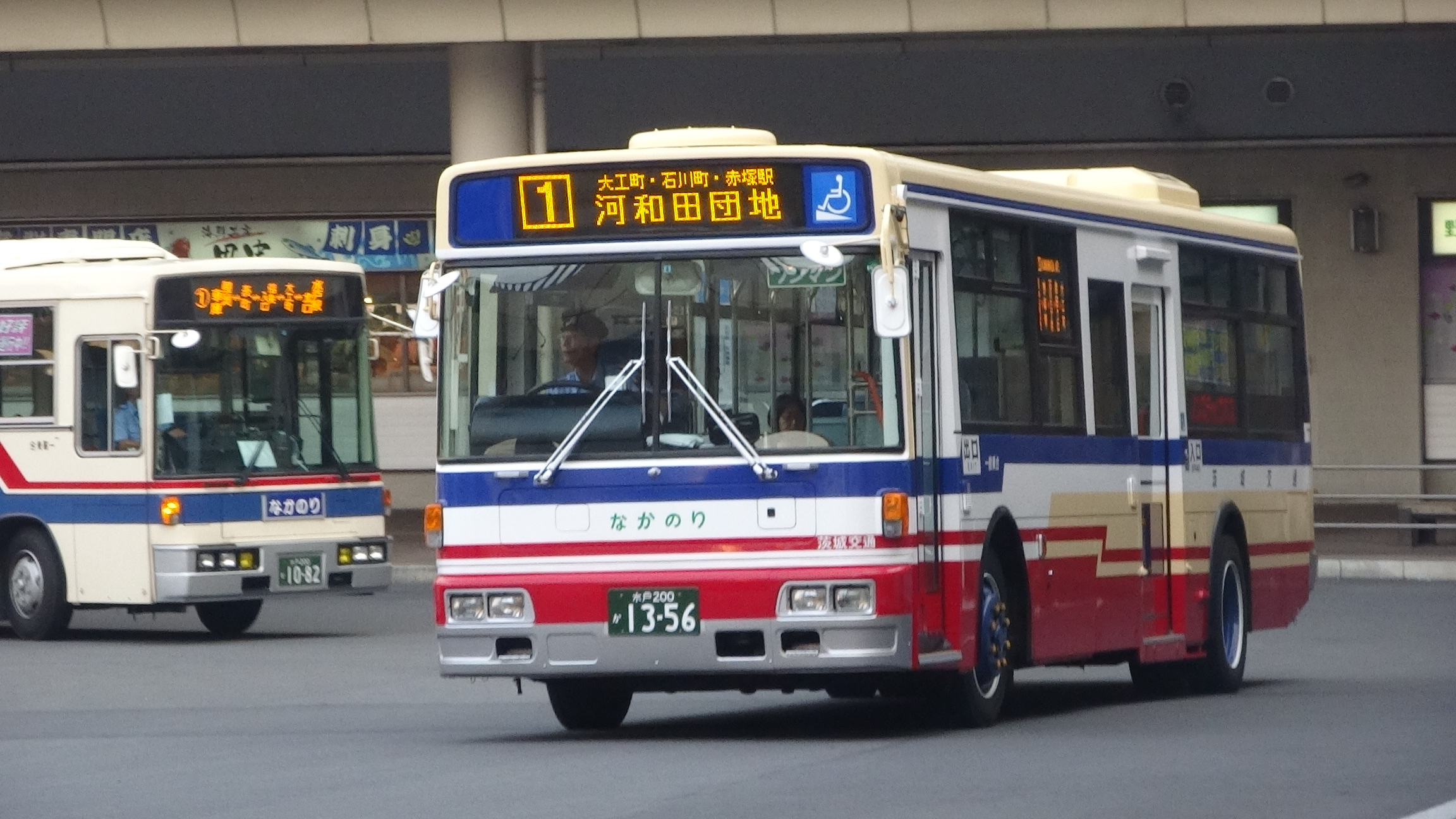
路線バス（旧塗色復刻車）

## 乗車券類

### ICカード

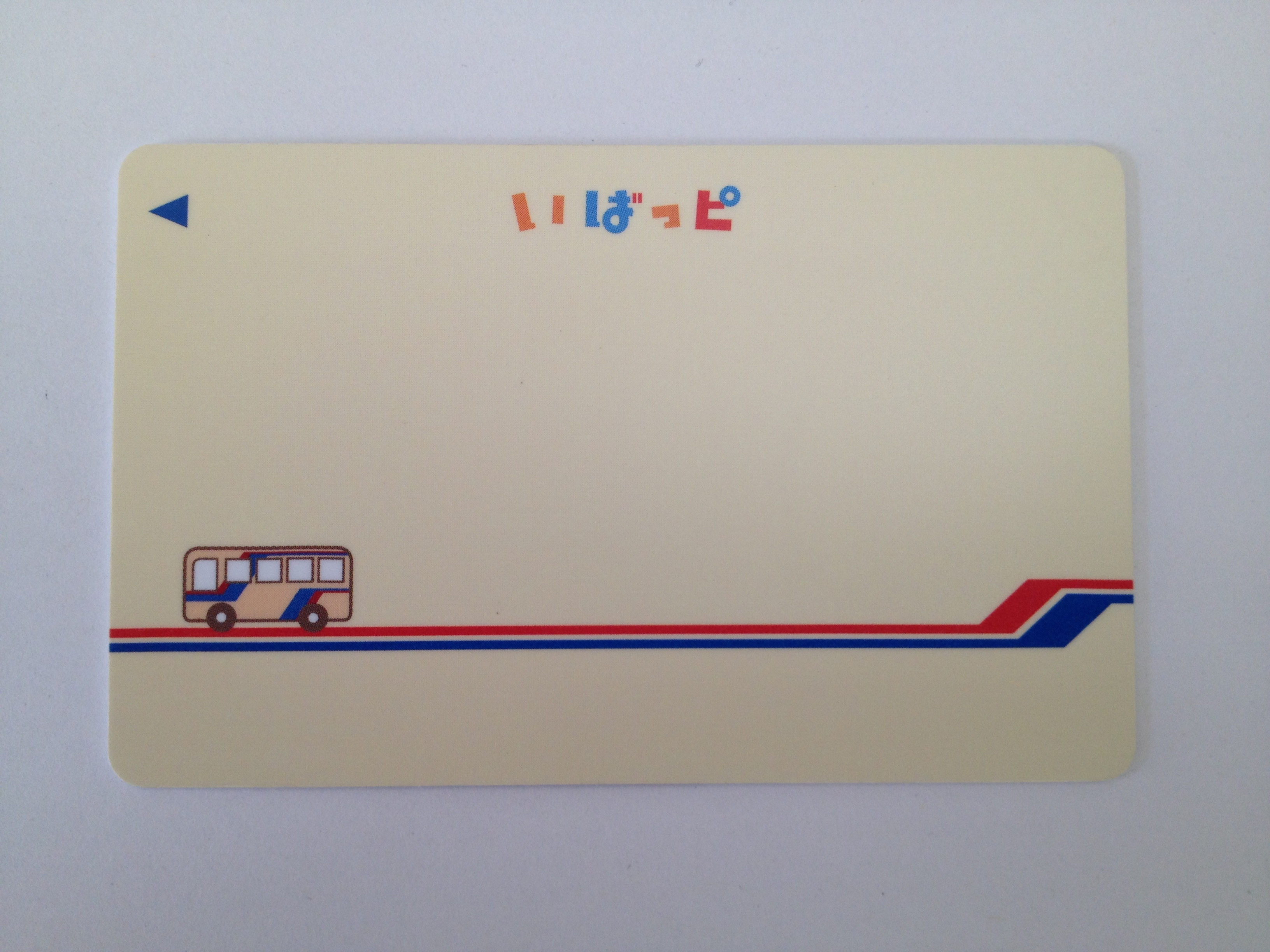
いばっピ

2015年（平成27年）12月1日、一般路線にICカード乗車券「いばっピ」を導入した。いばっピ定期券は2016年（平成28年）2月27日に開始した。SuicaやPASMOなどのICカードと相互利用は行わないとしている。
これにあわせて高速バスと他社との共通回数券（水戸市内共通回数券、県庁線回数券）及び通学用回数券（赤塚駅 - 常磐大学回数券、木の倉3校回数券） を除いた回数券を2016年（平成28年）6月30日までに廃止した。なお払い戻しも同年8月31日で終了している。
いばっピで支払いを行うと通常運賃が10%引きとなり、割引後の運賃は1円単位で1円未満端数切り上げとなる。また平日昼間割引として平日10時～14時までに乗車･降車した場合は更に10%引きになる。さらに乗り継ぎ割引として、降車から60分以内に乗車した場合は50円引きになる。ただし小児及び大人割引の場合は30円、小児の場合は20円割引である。これらの制度は通常割引と昼間割引と重複して3回目以降も適用されるが、1枚で複数人分の精算をした場合は適用されない。。
日立電鉄交通サービスと合併後も、ICカードシステム（茨城交通の「いばっピ」、日立電鉄交通サービスの「でんてつハイカード」）が異なるためICカードの共通化は行われなかった。両社で重複する路線の区間内については、いずれかの会社の定期券を保有している場合に、その区間内であれば両社のバスに乗車可能となる。ただし両社が販売している全線乗り放題定期券（茨城交通の「茨交漫遊パス」、日立電鉄交通サービスの「にこにこ定期券」「通学全線フリー定期券」)の利用可能範囲については、発売当時の範囲でしか利用できなかった。そのため、いばっピへの一元化が検討された。
2023年10月1日より、日立エリアにおいて「いばっピ」のサービスを開始。2023年11月30日をもって「でんてつハイカード」の取り扱いを終了し、ICカードは「いばっピ」に統一された。

### キャッシュレス決済
2020年（令和2年）7月29日から、 高速バス勝田・東海―東京線（東京駅～大洗IC～ひたちなか・東海）において、キャッシュレス決済を開始した。
利用できるキャッシュレス決済の種類は、Visaのタッチ決済及びQRコード決済（PayPay、Alipay、LINE Pay、楽天ペイ）である（楽天ペイは8月中旬以降の予定）。
バス車内におけるVisaのタッチ決済の導入は、日本初である。キャッシュレス決済時にはキャッシュレス決済割引運賃が適用される（小児運賃、障碍者割引運賃は割引運賃適用外）。
みちのりホールディングスグループの岩手県北バス及び福島交通、会津乗合自動車においても9月以降に一部路線でキャッシュレス決済を導入する。
2024年2月1日より、路線バス全車両にクレジットカード等のタッチ決済、QRコード決済を導入した。タッチ決済に限り、いばっピと同様のICカード運賃、各種割引が適用される。
2024年3月27日より、みと号（茨城交通担当便）に各種キャッシュレス決済を導入した。これにより、みと号全便で交通系ICカードでの支払いが可能になると共に、同社で初となる交通系ICカードの導入となる。

### 回数乗車券
- 県庁線回数券

廃止券種
- 路線バス回数乗車券「組回数券」
- 路線バス回数乗車券「金種別回数券」
- 水戸市内共通回数券

### 北関東マリンきっぷ
関東自動車・茨城交通 高速バス「北関東ライナー」に宇都宮方面から乗車し、水戸駅で降車後、茨城交通の路線バスで水戸駅を出発し大洗フェリーターミナルに到着後、商船三井フェリー大洗・苫小牧航路間（夕方便限定）に乗船し、苫小牧西港フェリーターミナルから、北海道中央バス運行高速バス「高速とまこまい号」に乗車し、札幌駅前ターミナル間を往復する「北関東マリンきっぷ」が販売されている。期間により運賃が変動する。

### 茨城マリンきっぷ
茨城交通の路線バスで水戸駅（大工町からも乗車可）を出発し大洗フェリーターミナルに到着後、商船三井フェリー大洗・苫小牧航路間（夕方便限定）に乗船し、苫小牧フェリーターミナルから、北海道中央バス運行高速バス「高速とまこまい号」に乗車し、札幌駅前バスターミナル間を往復する「茨城マリンきっぷ」が販売されている。期間により運賃が変動する。

## イベント
- 2017年（平成29年）10月28日 - 「第1回茨城交通バスまつり」を開催[67]
- 2018年（平成30年）11月17日 - 「第2回茨城交通バスまつり」を開催[68]
- 2019年（令和元年）12月22日 - 「サンタバス」を日立地区の路線バスで運行[69]

## 鉄道事業（撤退）

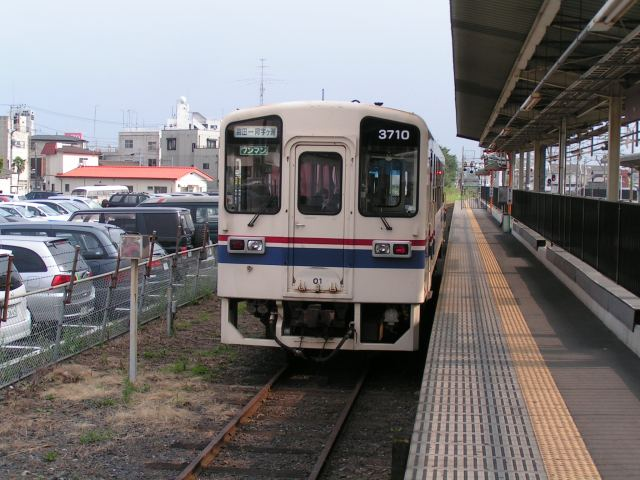
キハ3710形（2005年8月2日）

以下の路線を運営していたが、いずれも廃止あるいは他社に譲渡している。
- 水浜線 - 1966年（昭和41年）6月1日、廃止
- 茨城線 - 1971年（昭和46年）2月11日、廃止
- 湊線 - 2008年（平成20年）4月1日、ひたちなか海浜鉄道へ移管

## 自動車整備事業（板金・塗装）
2018年（平成30年）9月26日、板金・塗装工場として「茨城交通 水戸南工場」を開設した。
水戸南工場は、有限会社重藤自動車工業所の整備工場を引き継いで、新たに板金・塗装工場として営業を開始した。

## 月極め有料駐車場事業
水戸市内6箇所とひたちなか市内4箇所の合計10箇所で月極有料駐車場を経営している。

## 茨城交通が登場する作品

### 映画
- ガールズ&パンツァー 劇場版
  - 大洗フェリーターミナルから茨城県内各所へ学園の生徒を移動させるための貸切車両として登場している。
- カランコエの花
  - 花のち晴れにて注目された今田美桜主演映画。那珂市にある茨城県立那珂高等学校にて撮影。本作に茨大前営業所の元京王バスが登場している。

## 関連会社
- 茨交県北バス（大子営業所を分社化したが、2010年（平成22年）2月に再統合）
- 茨城オート
- 茨交不動産
- 茨城通運（日本通運の地区通運会社）
- 茨交自動車整備
- ひたちなか海浜鉄道
- なの花交通バス